# 春の日
『春の日』（はるのひ、봄날）は、2005年に韓国SBSで放送されたテレビドラマである。

## 概要
日本で1995年に放送された酒井法子・大沢たかお主演の大ヒットドラマ「星の金貨」の大幅リメイクとして放送され、大ヒットを記録。日本では2007年にDVDボックスが発売された。

## 登場人物・キャスト
ソ・ジョンウン - コ・ヒョンジョン子供のころに夢が断念され、心が傷つき、口を閉じたまま生きていた離島の医者の孫娘。2人の医者兄弟と恋愛で揺れる。
コ・ウンホ（ウノ） - チ・ジニ病院長の息子。父の病院を継ぐべく医学を学んだウンホ。20年前に家を出てしまった母を捜しに離島の診療所を訪れ、ジョンウンと出会う。ジョンウンがまた世に出る勇気をくれた人。
コ・ウンソプ - チョ・インソンウンホの異母兄弟。後妻であるウンソプの母は元々父の愛人であった。自らの出自にコンプレックスを持つウンソプは、屈折した性格に育った。医師だがやる気はまったくない。唯一の突破区はジャズクラブでコントラベースを演奏すること。
キム・ミンジョン - ハン・ゴウンウンホの幼馴染で、元恋人、ウンホに対しまだ恋心を抱いている。
コ・ヒョンジン - チャン・ヨンウンホとウンソプの父。病院長。
ヘリム - イ・フィヒァンヒョンジンの後妻。ウンソプの母。